# マインクラフト はじまりの島
『マインクラフト はじまりの島』（マインクラフトはじまりのしま、原題: Minecraft: The Island）は、マックス・ブルックスによるヤングアダルト、異世界小説で、2017年7月にデル・レイ・ブックスから出版された。その後、直接的な続編である「Minecraft: The Mountain」が2021年3月に、「Minecraft: The Village」が2023年10月に出版された。

## 背景
ブルックスがサンドボックスビデオゲームの『Minecraft』に興味を持ったのは、2012年に、友人がMinecraftを紹介したときだった。2015年に、彼はMojangからMinecraftを題材にした小説を書くよう依頼した。Mojangとの契約が終了するときには、ブルックスは原稿を完成させた。
小説を執筆しているときに、ブルックスは主人公の身体的特徴を除いて、すべての創造の自由を与えられた。Mojangは読者に小説の中で自分自身を想像してもらうために、「包括性に関して非常に積極的だった」とブルックスは述べている。

## あらすじ
本作はヤングアダルト向けに書かれている。各章ごとに特定の人生教訓を教える構成となっている。物語は、性別を特定していない。現実世界から無人島に到達し、Minecraftの世界に閉じ込められたところから始まる。彼らは、馴染みがない世界の仕組みを学ぶことができない。

## 出版
『マインクラフト はじまりの島』は、2017年7月にデル・レイ・ブックスから出版された。Mojangは、男性と女性の声を選べるように、ジャック・ブラックと、サミラ・ワイリーがナレーションを担当した2冊のオーディオブックを制作した。

## 書評
NPRのジェイソン・シーハンは、Minecraftのゲームメカニクスによって課せられた制約を順守したストーリーを作成するのに興味を持ち、この小説を「ジャンル文学の内部一貫性の修士論文」と呼んだ。1843のティム・マーティンは、この小説が面白くないと感じた。Booklistのジョン・ピーターズは、プロットを「機械的な感じがある」と述べた一方、この本には「役立つヒントや戦略」が含まれていると述べた。